# Ryan Robertson
Ryan Ashley Robertson (Lawton, 2 ottobre 1976) è un ex cestista statunitense, professionista nella NBA, nei Paesi Bassi, in Francia e in Grecia.

## Carriera
È stato selezionato dai Sacramento Kings al secondo giro del Draft NBA 1999 (45ª scelta assoluta).

## Palmarès

### Squadra
- Campionato olandese: 1

EiffelTowers Nijmegen 2002-03
- Coppa d'Olanda: 1

EiffelTowers Nijmegen 2003

### Individuale
- McDonald's All-American Game (1995)
- Paine Webber National Scholar-Athlete of the Year (1999)
- Guardia dell'anno FEB Eredivisie (2003, 2004)